# Senza pelle
Senza pelle è un film del 1994 diretto da Alessandro D'Alatri.
È stato presentato nella Quinzaine des Réalisateurs al 47º Festival di Cannes.

## Trama
Rappresentazione  del mondo visto con la considerazione delle persone con una sensibilità "particolare": Kim Rossi Stuart interpreta un giovane uomo "outsider" che si innamora di una donna  impegnata e socialmente "stabile". Si sviluppa una trama sofferta, dove i mondi paralleli si scontrano ed emerge la psicologia "profondissima" e "delicatissima" del personaggio interpretato da Anna Galiena, Gina, che viene travolta dal suo stesso sottile e tenero coraggio.

## Riconoscimenti
- 1995 - David di Donatello
  - Migliore sceneggiatura a Alessandro D'Alatri
  - Candidatura Miglior regia a Alessandro D'Alatri
  - Candidatura Migliore produttore a Marco Poccioni e Marco Valsania
  - Candidatura Migliore attrice protagonista a Anna Galiena
  - Candidatura Migliore sonoro a Tullio Morganti
- 1995 - Nastro d'argento
  - Miglior sceneggiatura a Alessandro D'Alatri
  - Candidatura Regista del miglior film a Alessandro D'Alatri
  - Candidatura Migliore produttore a Marco Poccioni e Marco Valsania
  - Candidatura Miglior attrice protagonista a Anna Galiena
  - Candidatura Migliore attore protagonista a Kim Rossi Stuart
  - Candidatura Migliore attore protagonista a Massimo Ghini
  - Candidatura Migliore colonna sonora a Alfredo Lacosegliaz e Moni Ovadia
- 1994 - Globo d'oro
  - Miglior attrice a Anna Galiena
  - Candidatura Miglior film a Alessandro D'Alatri
- 1994 - Grolla d'oro
  - Miglior attore a Kim Rossi Stuart
  - Miglior attrice a Anna Galiena
- 1995 - Ciak d'oro
  - Migliore attore protagonista a Kim Rossi Stuart[2]
  - Migliore attore non protagonista a Massimo Ghini[2]
  - Migliore sceneggiatura a Alessandro D'Alatri[2]
- 1994 - Premio Flaiano
  - Premio all'interprete a Kim Rossi Stuart